# Macrobrachium callirrhoe
Macrobrachium callirrhoe är en kräftdjursart som först beskrevs av De Man 1898.  Macrobrachium callirrhoe ingår i släktet Macrobrachium och familjen Palaemonidae. Inga underarter finns listade i Catalogue of Life.